# Dmytro Pinczuk
Dmytro Mykołajowycz Pinczuk, ukr. Дмитро Миколайович Пінчук (ur. 1 czerwca 1982) – były ukraiński piłkarz, grający na pozycji pomocnika, a wcześniej napastnika, trener piłkarski.

## Kariera piłkarska

### Kariera klubowa
Wychowanek Dynama Kijów, barwy którego bronił w juniorskich mistrzostwach Ukrainy (DJuFL). Karierę piłkarską rozpoczął 30 maja 1998 w trzeciej drużynie Dynama, a 9 sierpnia 1998 rozegrał pierwszy mecz w składzie Dynamo-2 Kijów. W pierwszej połowie 2001 został wypożyczony do Zakarpattia Użhorod, a w drugiej połowie do CSKA Kijów. Od lata 2002 grał na wypożyczeniu w Borysfenie Boryspol, z którym awansował do Wyższej lihi. Zimą 2004 ponownie został wypożyczony do Stali Ałczewsk, a latem do Spartak-Horobyny Sumy. Potem przez zakaz lekarzy był zmuszony zakończyć karierę piłkarską. Obecnie trenuje dzieci w klubie Omiks Kijów oraz prowadzi własny biznes.

### Kariera reprezentacyjna
W 2001 występował w juniorskiej reprezentacji Ukrainy w turnieju finałowym Mistrzostw Europy U-18 w Finlandii. W 2002 rozegrał 2 mecze w młodzieżowej reprezentacji Ukrainy.

## Sukcesy i odznaczenia

### Sukcesy klubowe
- mistrz Ukraińskiej Pierwszej Lihi: 1999, 2000
- wicemistrz Ukraińskiej Pierwszej Lihi: 2002

### Sukcesy reprezentacyjne
- uczestnik turnieju finałowego Mistrzostw Europy U-19: 2001